# Liste der Baudenkmäler in Loiching
Auf dieser Seite sind die Baudenkmäler in der niederbayerischen Gemeinde Loiching zusammengestellt. Diese Tabelle ist eine Teilliste der Liste der Baudenkmäler in Bayern. Grundlage ist die Bayerische Denkmalliste, die auf Basis des Bayerischen Denkmalschutzgesetzes vom 1. Oktober 1973 erstmals erstellt wurde und seither durch das Bayerische Landesamt für Denkmalpflege geführt wird. Die folgenden Angaben ersetzen nicht die rechtsverbindliche Auskunft der Denkmalschutzbehörde.

## Ensembles

### Ensemble Kirchplatz

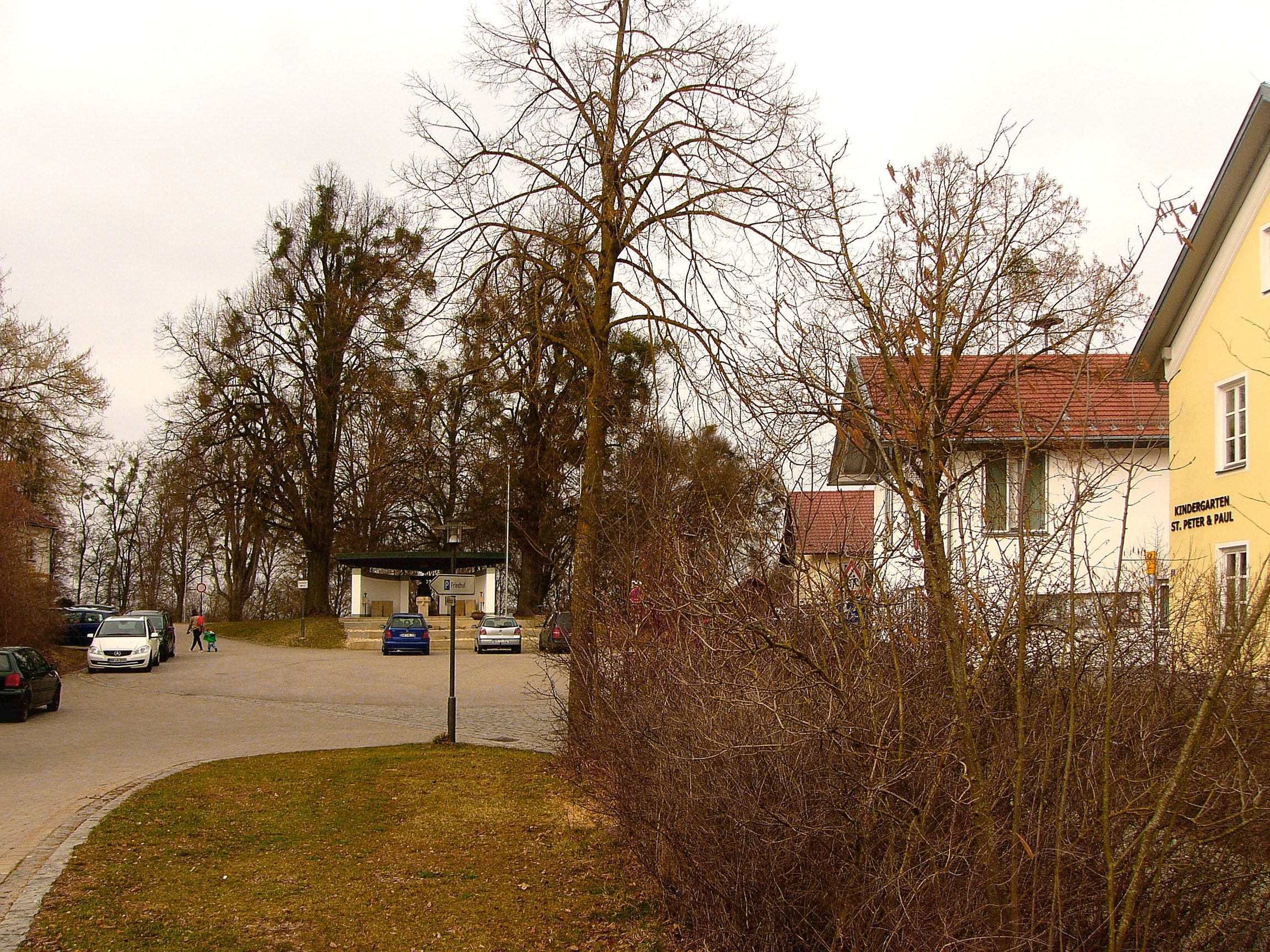

Auf einer keilförmigen Hochfläche zwischen Isar und dem einmündenden Scheiblbach erhebt sich die weithin wirksame Baugruppe, die besonders in dem erhaltenen weitläufigen Ökonomiehof die Bedeutung eines alten Pfarrsitzes spürbar werden lässt. Loiching, das gemäß den Funden naher Reihengräber schon früh besiedelt gewesen sein muss und im 8. Jahrhundert als Herzogsgut gezählt wurde, entwickelte sich spätestens bis zum 13. Jahrhundert als eine kirchliche Mittelpunktstelle – das Pfarreienverzeichnis des Bistums Regensburg 1268 spricht vom Dekanat „Dingolfing vel Leuching“. Aus dieser Zeit stammt wohl das Langhaus der Kirche, aus der Mitte des 15. Jahrhunderts Chor, Turm und die Lindenbepflanzung auf der kleinen Dreiecksfläche östlich des Friedhofs, an deren Aufgang vom Ort her das neue Kriegerdenkmal (mit einer Glocke des 17. Jahrhunderts) gesetzt wurde. Zwischen dem landwirtschaftlichen Charakter des Ökonomiehofs und dem geistlichen des Kirchhofs vermittelt das Pfarrhaus mit Mansardwalmdach in Formen des 18. Jahrhunderts. Aktennummer: E-2-79-124-1.

### Ensemble Ortskern Piegendorf

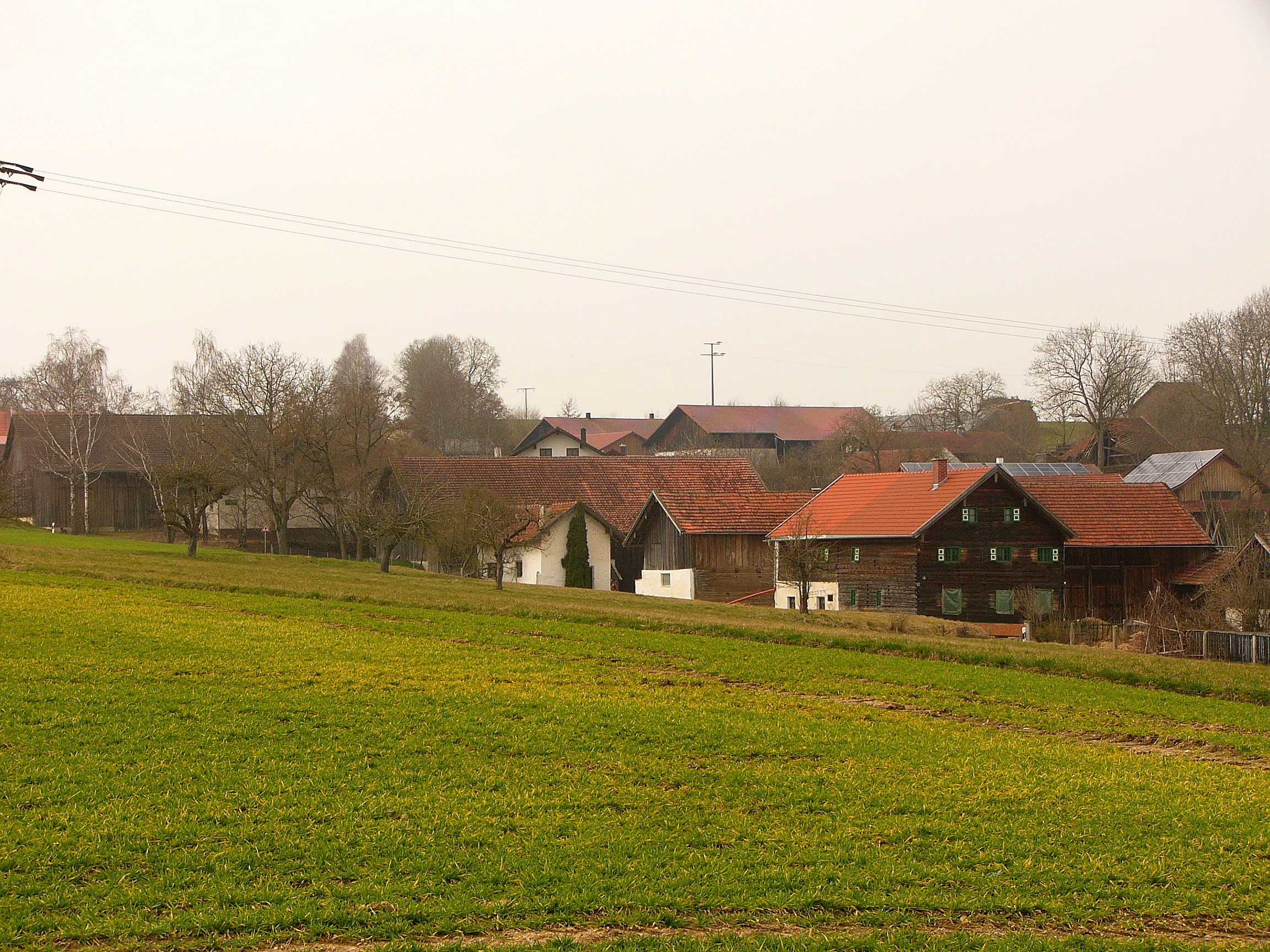

Die drei- und vierseitigen Bauernhöfe des 18./19. Jahrhunderts sind locker um eine Mulde in leichter Hanglage gruppiert, kulminierend in der am westlichen Ortsrand hochgelegenen gotischen Dorfkirche, die Wohngebäude meist zweigeschossig mit Satteldächern, die Obergeschosse in der Regel Blockbauten des 18. Jahrhunderts, gelegentlich mit Lauben und Schroten. Die Anwesen, die im 18. Jahrhundert bezeugt sind, haben sich als Hofstellen fast unverändert am Platz erhalten; geistliche Grundherrschaften überwogen mit Dreiviertel des Besitzes, so gehörten vier Höfe dem Domkapitel in Regensburg. Das Dorf ist in seinem Verhältnis zur umliegenden Flur noch ungestört, eine Randzersiedelung erfolgte nicht. Aktennummer: E-2-79-124-2.

## Baudenkmäler nach Ortsteilen

### Loiching
| Lage                    | Objekt                                     | Beschreibung | Akten-Nr.    | Bild           |
| ----------------------- | ------------------------------------------ | --- | ------------ | -------------- |
| Kirchplatz 5 (Standort) | Pfarrhof                                   | Pfarrhaus, zweigeschossiger Bau mit Mansardwalmdach und Putzgliederung, wohl um 1730; Ökonomiehof, nach Westen hin angeschlossene Dreiflügelanlage, südlicher Stadel mit Blockbau-Obergeschoss und Steildach, 18. Jahrhundert und später; gemauertes Hoftor, 18. Jahrhundert | D-2-79-124-4 | Pfarrhof       |
| Kirchplatz 7 (Standort) | Katholische Pfarrkirche St. Peter und Paul | Wandpfeileranlage unter steilem Satteldach mit Südturm, Langhaus 13. Jahrhundert, Chor und Turm Mitte 15. Jahrhundert; mit Ausstattung; Friedhofsmauer, 17./18. Jahrhundert; Seelenkapelle, kleiner massiver Bau mit Krüppelwalmdach, Ende 15. Jahrhundert; mit Ausstattung  | D-2-79-124-3 | weitere Bilder |

### Bergham
| Lage                 | Objekt                                       | Beschreibung | Akten-Nr.    | Bild |
| -------------------- | -------------------------------------------- | --- | ------------ | ---- |
| Bergham 2 (Standort) | Wohnstallhaus eines ehemaligen Dreiseithofes | Satteldachbau mit Blockbau-Obergeschoss, 1. Hälfte 19. Jahrhundert; Stallstadel, Satteldachbau mit Blockbau-Obergeschoss, 1. Hälfte 19. Jahrhundert, westlicher Teil später | D-2-79-124-7 | BW   |

### Ehrenreith
| Lage                    | Objekt     | Beschreibung                                                                              | Akten-Nr.    | Bild |
| ----------------------- | ---------- | ----------------------------------------------------------------------------------------- | ------------ | ---- |
| Ehrenreith 3 (Standort) | Bauernhaus | Satteldachbau mit Blockbau-Obergeschoss, Hochlaube und Traufschrot, Mitte 18. Jahrhundert | D-2-79-124-8 | BW   |

### Eßig
| Lage              | Objekt     | Beschreibung                                                       | Akten-Nr.    | Bild |
| ----------------- | ---------- | ------------------------------------------------------------------ | ------------ | ---- |
| Eßig 2 (Standort) | Bauernhaus | Satteldachbau mit Blockbau-Obergeschoss, 1. Hälfte 19. Jahrhundert | D-2-79-124-9 | BW   |

### Goben
| Lage               | Objekt                            | Beschreibung | Akten-Nr.     | Bild |
| ------------------ | --------------------------------- | --- | ------------- | ---- |
| Goben 2 (Standort) | Wohnstallhaus eines Vierseithofes | Satteldachbau mit teils verputztem Blockbau-Obergeschoss, Giebel- und Traufschrot, modern bezeichnet 1787, Dach 19. Jahrhundert | D-2-79-124-11 | BW   |

### Göttersdorf
| Lage                     | Objekt                                 | Beschreibung                                                                             | Akten-Nr.     | Bild           |
| ------------------------ | -------------------------------------- | ---------------------------------------------------------------------------------------- | ------------- | -------------- |
| Göttersdorf 5 (Standort) | Katholische Filialkirche St. Elisabeth | einheitlicher barocker Saalbau mit eingezogenem Chor und Westturm, 1692; mit Ausstattung | D-2-79-124-12 | weitere Bilder |

### Heising
| Lage                 | Objekt         | Beschreibung                                                                                     | Akten-Nr.     | Bild           |
| -------------------- | -------------- | ------------------------------------------------------------------------------------------------ | ------------- | -------------- |
| Heising 1 (Standort) | Straßenkapelle | kleiner neoromanischer Satteldachbau mit Vorhalle, Biforienfenster und Lourdesgrotte, um 1860/70 | D-2-79-124-15 | Straßenkapelle |

### Krottenthal
| Lage                     | Objekt                         | Beschreibung                                                                                    | Akten-Nr.     | Bild |
| ------------------------ | ------------------------------ | ----------------------------------------------------------------------------------------------- | ------------- | ---- |
| Krottenthal 2 (Standort) | Bauernhaus eines Vierseithofes | Satteldachbau mit Blockbau-Obergeschoss, Trauf- und Giebelschrot, im Kern Mitte 18. Jahrhundert | D-2-79-124-16 | BW   |

### Oberspechtrain
| Lage                                           | Objekt                               | Beschreibung                                                                                 | Akten-Nr.     | Bild                                 |
| ---------------------------------------------- | ------------------------------------ | -------------------------------------------------------------------------------------------- | ------------- | ------------------------------------ |
| Gobener Holz, nördlich am Waldrand. (Standort) | Kapelle St. Antonius                 | kleiner Satteldachbau mit tonnengewölbtem Vorraum, bezeichnet 1861; mit Ausstattung          | D-2-79-124-19 | Kapelle St. Antonius                 |
| Stephanusstraße 10 (Standort)                  | Katholische Filialkirche St. Stephan | barocker Saalbau mit eingezogenem Chor nach Norden und Südturm, Neubau 1723; mit Ausstattung | D-2-79-124-18 | Katholische Filialkirche St. Stephan |

### Oberteisbach
| Lage                      | Objekt                           | Beschreibung                                                                                    | Akten-Nr.     | Bild           |
| ------------------------- | -------------------------------- | ----------------------------------------------------------------------------------------------- | ------------- | -------------- |
| Oberteisbach 1 (Standort) | Bauernhaus                       | Satteldachbau mit Blockbau-Obergeschoss und Traufschrot, 2. Hälfte 18. Jahrhundert, Dach später | D-2-79-124-20 | Bauernhaus     |
| Oberteisbach 7 (Standort) | Wallfahrtskapelle Heimlichleiden | neugotischer Satteldachbau mit Strebepfeilern, um 1878; mit Ausstattung                         | D-2-79-124-21 | weitere Bilder |

### Piegendorf
| Lage                     | Objekt                              | Beschreibung | Akten-Nr.     | Bild                                |
| ------------------------ | ----------------------------------- | --- | ------------- | ----------------------------------- |
| Piegendorf 3 (Standort)  | Bauernhaus                          | zweigeschossiger Blockbau mit Satteldach, im Kern um 1750, Umbauten 19. Jahrhundert, Dach später; Abort, kleiner massiver Satteldachbau, 1. Hälfte 19. Jahrhundert | D-2-79-124-25 | Bauernhaus                          |
| Piegendorf 4 (Standort)  | Wohnstallhaus                       | Satteldachbau mit Blockbau-Obergeschoss, Traidkasten, Hochlaube und zweiseitig umlaufendem Schrot, bezeichnet 1823                                                 | D-2-79-124-26 | Wohnstallhaus                       |
| Piegendorf 5 (Standort)  | Bauernhaus eines Dreiseithofes      | Satteldachbau mit Blockbau-Obergeschoss, Trauf- und Giebelschrot, im Kern 18. Jahrhundert                                                                          | D-2-79-124-27 | Bauernhaus eines Dreiseithofes      |
| Piegendorf 6 (Standort)  | Ehemaliges Kleinbauernhaus          | Satteldachbau mit Blockbau-Obergeschoss, Traufschrot und Hochlaube, 18. Jahrhundert                                                                                | D-2-79-124-28 | Ehemaliges Kleinbauernhaus          |
| Piegendorf 7 (Standort)  | Wohnhaus eines Vierseithofs         | Flachsatteldachbau mit Blockbau-Obergeschoss, Traufschrot und Hochlaube, 2. Hälfte 18. Jahrhundert                                                                 | D-2-79-124-29 | Wohnhaus eines Vierseithofs         |
| Piegendorf 8 (Standort)  | Ehemaliges Kleinbauernhaus          | Satteldachbau mit zum Teil verputztem Blockbau-Obergeschoss und Hochlaube, Ende 18. Jahrhundert, später erweitert                                                  | D-2-79-124-30 | Ehemaliges Kleinbauernhaus          |
| Piegendorf 9 (Standort)  | Bauernhaus                          | Flachsatteldachbau mit Blockbau-Obergeschoss, Giebelschrot und zweiseitig umlaufendem Schrot, Ende 18. Jahrhundert, Giebel und Dach später verändert               | D-2-79-124-31 | Bauernhaus                          |
| Piegendorf 11 (Standort) | Katholische Filialkirche St. Martin | frühgotischer, barock veränderter Saalbau mit eingezogenem geraden Chorschluss und Westturm, Turmoberbau 1780; mit Ausstattung                                     | D-2-79-124-32 | Katholische Filialkirche St. Martin |

### Pischelsdorf
| Lage                       | Objekt        | Beschreibung                                                                                | Akten-Nr.     | Bild |
| -------------------------- | ------------- | ------------------------------------------------------------------------------------------- | ------------- | ---- |
| In Pischelsdorf (Standort) | Wohnstallhaus | Satteldachbau mit Blockbau-Obergeschoss, Hochlaube und Traufschrot, im Kern 18. Jahrhundert | D-2-79-124-33 | BW   |

### Unterspechtrain
| Lage                         | Objekt | Beschreibung                                                                   | Akten-Nr.     | Bild |
| ---------------------------- | ------ | ------------------------------------------------------------------------------ | ------------- | ---- |
| Unterspechtrain 7 (Standort) | Stadel | Ständerriegelbau mit einfachem Bundwerk und Satteldach, Anfang 19. Jahrhundert | D-2-79-124-36 | BW   |

### Weigendorf
| Lage                                  | Objekt                                       | Beschreibung | Akten-Nr.     | Bild                                  |
| ------------------------------------- | -------------------------------------------- | --- | ------------- | ------------------------------------- |
| Dorfstraße 10 (Standort)              | Wohnstallhaus eines ehemaligen Dreiseithofes | Satteldachbau mit Blockbau-Obergeschoss, Traidboden und bemalten Schroten, giebelseitig Heiligenfiguren, bezeichnet 1836, im Kern älter | D-2-79-124-41 | BW                                    |
| Dorfstraße 13 (Standort)              | Katholische Filialkirche St. Leonhard        | barocker Saalbau mit nicht eingezogenem Chor, Südsakristei und Westturm, im Kern wohl romanisch; mit Ausstattung                        | D-2-79-124-42 | Katholische Filialkirche St. Leonhard |
| Dorfstraße 20 (Standort)              | Bauernhaus                                   | Satteldachbau mit zum Teil verputztem und verschaltem Blockbau-Obergeschoss, am Traufschrot bezeichnet 1664, Dach später                | D-2-79-124-43 | BW                                    |
| Unterweigendorfer Straße 2 (Standort) | Wohnstallhaus                                | Satteldachbau mit Blockbau-Obergeschoss, Trauf- und Giebelschrot, wohl erste Hälfte 18. Jahrhundert                                     | D-2-79-124-44 | BW                                    |

### Wendelskirchen
| Lage                        | Objekt                               | Beschreibung | Akten-Nr.     | Bild           |
| --------------------------- | ------------------------------------ | --- | ------------- | -------------- |
| Ahamer Straße 21 (Standort) | Katholische Filialkirche St. Jakobus | Saalkirche mit eingezogenem Chor, Nordsakristei und Westturm, einheitlicher Barockbau von 1705, Weihe 1710; mit Ausstattung | D-2-79-124-46 | weitere Bilder |

### Wornstorf
| Lage                    | Objekt                    | Beschreibung                                                  | Akten-Nr.     | Bild                      |
| ----------------------- | ------------------------- | ------------------------------------------------------------- | ------------- | ------------------------- |
| In Wornstorf (Standort) | Kapelle Maria Wegweiserin | Saalbau mit Südturm, bezeichnet 1848 (Weihe); mit Ausstattung | D-2-79-124-47 | Kapelle Maria Wegweiserin |

## Ehemalige Baudenkmäler
In diesem Abschnitt sind Objekte aufgeführt, die früher einmal in der Denkmalliste eingetragen waren, jetzt aber nicht mehr. Objekte, die in anderem Zusammenhang also z. B. als Teil eines Baudenkmals weiter eingetragen sind, sollen hier nicht aufgeführt werden. Aktennummern in diesem Abschnitt sind ehemalige, jetzt nicht mehr gültige Aktennummern.

| Lage                                 | Objekt                         | Beschreibung | Akten-Nr.     | Bild |
| ------------------------------------ | ------------------------------ | --- | ------------- | ---- |
| Feldkirchen Feldkirchen 4 (Standort) | Bauernhaus eines Vierseithofes | Satteldachbau mit teils verputztem Blockbau-Obergeschoss, Blockbau-Kniestock, Traidboden und Traufschrot, 2. Hälfte 18. Jahrhundert | D-2-79-124-10 | BW   |
| Heck Heck 1 (Standort)               | Wohnstallhaus                  | Satteldachbau mit Blockbau-Obergeschoss, 2. Hälfte 18. Jahrhundert                                                                  | D-2-79-124-14 | BW   |